# Дэ-Рош, Катрин
Катрин Фрадоннэ, известная как Катрин Дэ-Рош (фр. Catherine Des Roches, декабрь 1542, Пуатье — ноябрь 1587) — французская писательница и поэтесса периода Ренессанса, дочь писательницы Мадлен Дэ-Рош и прокурора города Пуатье. Современница Ронсара, Одета де Турнеба, гуманиста Этьенна Паскье.
Катрин Дэ-Рош превзошла красотой свою мать, но отличалась надменностью. Их салон в 1570—1587 годах был литературным центром в Пуатье, куда охотно собирались поэты и писатели; среди этого общества младшая Дэ-Рош являлась предшественницей Марии Лежар-де-Гурнэ и Жюли Рамбулье-д’Анженнь. Обе Дэ-Рош скончались в один день от чумы в 1587 году.
Их поэтические произведения: «Les pulces poétiques, prenières oeuvres de m-mes D. de Poitiers, mère et fille» (1579), были приняты благосклонно, вскоре они выпустили второй том, «Secondes oeuvres de m-mes D. de Poitiers, mère et fille» (1584).

## Произведения
- Oeuvres, Paris: Abel L’Angelier, 1578-9.
- Secondes Oeuvres, Poitiers: Nicolas Courtoys, 1583.
- Les missives de Mesdames des Roches… (в стихах и прозе), Paris: Abel L’Angelier, 1586.